# Temporada de ciclones no Índico Sudoeste de 2019-2020
A temporada de ciclones do sudoeste do Oceano Índico de 2019-2020 foi um pouco acima da média na formação de ciclones tropicais e subtropicais a oeste de 90° E. A temporada teve início oficialmente em 15 de novembro, porém, a formação do primeiro sistema — Zona de Clima Perturbado 01 — ocorreu em 22 de julho de 2019, bem antes do início oficial da temporada. Este foi o primeiro início de temporada desde a temporada 2016-17. A temporada terminou oficialmente em 30 de abril de 2020, com exceção da Maurícia e Seicheles, para as quais terminou oficialmente em 15 de maio de 2020. Essas datas delimitam convencionalmente o período de cada ano em que a maioria dos ciclones tropicais e subtropicais se forma na bacia, que fica a oeste de 90 ° E e ao sul do Equador. Os ciclones tropicais e subtropicais desta bacia são monitorados pelo Centro Meteorológico Regional Especializado da Reunião.
Pelo segundo ano consecutivo, o primeiro sistema foi formado antes do início oficial da temporada. Depois, três tempestades se formaram no mês de dezembro: Ciclone Tropical Belna em 2 de dezembro, que trouxe inundações e ventos fortes para o noroeste de Madagáscar, Ciclone Tropical Muito Intenso Ambali, que se formou um dia depois e se tornou o primeiro ciclone tropical muito intenso da bacia desde Fantala em 2016, e o ciclone tropical Calvinia que parou perto de Maurícia e trouxe chuvas fortes e inundações moderadas para a nação insular no final do mês, cruzando para 2020. O resto do ano permaneceria bastante fraco até que o Ciclone Tropical Intenso Herold se formou em março, tornando-se o primeiro grande ciclone de 2020. Poucas semanas depois, o ciclone tropical intenso Irondro em abril se tornaria o terceiro ciclone tropical intenso da temporada. A temporada se encerraria posteriormente com a dissipação da Tempestade Tropical Moderada de Jeruto no dia 16 de abril. A temporada teve pouco impacto em terra com o fato de que todas as tempestades que se formaram com exceção de Belna, Diane e Francisco não causaram impactos diretos em terra e permaneceram no mar.

## Previsões sazonais
A temporada começou com uma das fases positivas mais fortes do Dipolo do Oceano Índico (IOD) nos últimos 40 anos. Météo-France Réunion esperava que as anomalias positivas decaíssem lentamente durante o verão austral, tendo um impacto proeminente na temporada de ciclones até meados de fevereiro. Como resultado, a atividade das tempestades não estava prevista para começar até dezembro — o mês em que o fluxo das monções se estabelece na metade ocidental da bacia (as condições de seca no Oceano Índico central e oriental induzidas pelo IOD impediriam o início típico tempestades de temporada). Com condições quentes e húmidas esperadas no oeste do Oceano Índico, a formação de ciclones deveria aumentar a oeste de 70 ° E.
Esperava-se uma média de oito a onze tempestades ao longo da temporada, com a possibilidade de um número maior do que a média delas atingir força de ciclone tropical com ventos de 120 km/h (75 mph) ou superior como resultado de divergência de nível superior favorável na região oeste da bacia. Esperava-se que a atividade se concentrasse a oeste do Arquipélago de Chagos, apresentando uma ameaça crescente à terra. Uma ampla gama de tipos de pista e movimentos eram esperados, embora o movimento predominantemente de tempestade ao sul devesse ser favorecido.
Em novembro, os Serviços Meteorológicos de Maurício previram de oito a dez tempestades nomeadas e enfatizaram que a formação de tempestades seria mais provável a oeste de Diego Garcia.

## Resumo sazonal

### Zona de clima perturbado 01
Em meados de julho, desenvolveu-se uma ampla circulação de ventos sobre o Oceano Índico central, acompanhada por profunda convecção. Alguns modelos de computador sugeriram a possibilidade de um segmento sul desse sistema se organizar em um ciclone tropical; Météo-France (MFR) inicialmente estimou uma chance "muito baixa" de uma tempestade tropical moderada se materializando na grande circulação perto de Diego Garcia. Devido ao forte cisalhamento do vento, o ambiente permaneceu desfavorável ao desenvolvimento tropical. Em 22 de julho, a Météo-France começou a monitorar o sistema como uma zona de mau tempo; o movimento para a frente do sistema foi inicialmente para o sul. Uma diminuição temporária no cisalhamento do vento em 23 de julho proporcionou um breve período propício para o desenvolvimento tropical, e o sistema se fortaleceu até seus ventos de pico de 45 km/h (30 mph) naquele dia.  No entanto, o centro de circulação do distúrbio permaneceu mal definido e sem aguaceiros e tempestades. Embora a previsão fosse que a perturbação se intensificasse inicialmente em uma tempestade tropical,  um aumento no cisalhamento do vento impediu que a tempestade se consolidasse ainda mais em torno do centro de circulação e causou a desorganização do campo de vento geral. O sistema curvou-se para oeste em 24 de julho e eventualmente degenerou em uma circulação remanescente a nordeste de Rodrigues por volta de 25 de julho;  esses remanescentes persistiram por mais um dia antes de se dissiparem totalmente.

### Ciclone tropical Belna
A Météo-France começou a destacar o potencial para o desenvolvimento de ciclones tropicais em seus boletins diários no dia 25 de novembro, observando um aumento na atividade dos chuveiros a oeste das Seicheles. Auxiliado pela passagem de uma onda Kelvin e uma janela favorável na oscilação de Madden e Julian, um amplo vale de baixa pressão começou a tomar forma dentro da atividade da tempestade, estendendo-se através do equador.  As projeções de modelos de computador permaneceram em desacordo sobre o futuro do sistema, complicadas pelo desenvolvimento simultâneo de um distúrbio tropical no noroeste do Oceano Índico ao longo do mesmo vale. Uma circulação de vento vagamente definida foi detetada a 263 km (163 mi)  ao sul de Mahé, Seychelles em 29 de novembro. Nos dias seguintes, essa circulação se estreitou em um ambiente moderadamente favorável ao desenvolvimento tropical. A Météo-France declarou o sistema como uma zona de mau tempo em 2 de dezembro; na época, o sistema se deslocou para o oeste de seu ponto de origem. Embora a tempestade tenha sido melhor organizada e o ambiente propício para a intensificação, o campo de ventos da tempestade inicialmente permaneceu alongado e as chuvas permaneceram ao norte do centro da tempestade. A perturbação se tornou uma depressão tropical em 5 de dezembro, marcado pelo aumento das bandas de chuva e pelo retorno da convecção ao centro de circulação; às 18:00 UTC daquele dia, o sistema foi atualizado para Tempestade Tropical Moderada Belna. Belna foi atualizada para o status de tempestade tropical severa no início de 6 de dezembro.  Mais ou menos na mesma época, um olho obscurecido por uma nuvem tornou-se brevemente aparente em imagens de satélite de micro-ondas. Devido ao fortalecimento da área de alta pressão a leste, Belna começou a se curvar de sua deriva inicial para oeste para uma trajetória mais direcionada para sudoeste. Após um breve período de fortalecimento,  a nublada densa central de Belna permaneceu praticamente inalterada ao longo de 6 de dezembro, antes que sinais de retomada da intensificação surgissem no final do dia, seguido pelo desenvolvimento de outro olho. Com o olho da tempestade se tornando mais bem definido, o MFR transformou Belna em um ciclone tropical no início do dia 7 de dezembro. Torres quentes foram detetadas no topo e dentro do raio de ventos máximos da tempestade, sugerindo o início de uma taxa de intensificação mais acelerada. Em 9 de dezembro, Belna atingiu a costa perto de Mayotte e logo começou a enfraquecer rapidamente, com os ventos caindo abaixo da força da tempestade tropical no dia seguinte. O sistema se dissipou tarde no dia 11 de dezembro sobre Haute Matsiatra.

A Météo Madagascar emitiu os primeiros alertas verdes para os distritos malgaxes de Diana, Sava e Sofia em 4 de dezembro com base em uma alta probabilidade de Belna impactar o nordeste de Madagascar. Assim, as medidas de resposta aos ciclones foram ativadas pelo Escritório Nacional de Gestão de Riscos e Desastres e organizações humanitárias em todo o norte de Madagascar. Os alertas verdes foram posteriormente estendidos para abranger cinco distritos. Um pré-alerta de ciclone foi emitido para Mayotte em 6 de dezembro, seguido por um alerta laranja no dia seguinte. Pessoal de segurança civil da França continental e Reunião, alguns da Gendarmerie Nacional, foram enviados a Mayotte para ajudar nos esforços de preparação para a tempestade lá Abrigos foram abertos em várias comunas de Mayotte em 7 de Dezembro. O Escritório Nacional de Gestão de Riscos e Desastres e 11 agências humanitárias estavam ativas no norte de Madagascar em 9 de dezembro. Os efeitos de Belna em Mayotte foram mínimos quando a tempestade passou de 100 km (62 mi) para o leste. Os piores efeitos de Belna em Madagascar ocorreram em Soalala, onde a tempestade atingiu o continente. Os telhados de 80% das residências e prédios do governo da cidade foram danificados pelos ventos de Belna. Danos em casas deslocadas 1.400 pessoas em Soalala e outras 900 em todo Madagascar. As inundações extensas também afetaram Soalala e Antsiranana. Os impactos de Belna em Madagascar mataram nove pessoas e causaram pelo menos US $ 25 milhões em perdas econômicas.

### Ciclone tropical muito intenso Ambali
Enquanto Belna se desenvolvia gradualmente a partir de um vale extenso de baixa pressão, outra área de convecção formou-se ao longo do mesmo vale entre as Seychelles e o arquipélago de Chagos no início de dezembro. O sistema se organizou rapidamente, alcançando bandas de chuva formativas em torno de um centro de circulação coalescente em 3 de dezembro. Às 06:00 UTC, o sistema foi classificado como Zona de Clima Perturbado. Um dia depois, o sistema foi atualizado para uma depressão tropical após um aumento significativo na convecção perto de seu centro. Orientada por uma área de alta pressão centrada no sul do Oceano Índico, a depressão tropical moveu-se para o sul. A rápida organização continuou em 5 de dezembro, e o MFR nomeou o sistema como Tempestade Tropical Moderada de Ambali, pois surgiu uma nublada densa central ; Ambali intensificou-se para uma tempestade tropical severa algumas horas depois.  Balizado por um ambiente altamente favorável com águas entre 29–30 °C (84–86 °F), a intensificação explosiva se seguiu, acompanhada pela formação de um olho. Às 18:00 UTC em 5 de dezembro, o MFR atualizou Ambali para o status de ciclone tropical intenso após uma forte queda de 75 km/h (45 mph) aumento nos ventos da tempestade em 3 horas.  O ciclone era altamente compacto, com um olho distinto 15 km (9 mi) de diâmetro rodeado por topos de nuvens frias.

Seis horas depois, Ambali foi reclassificado como um ciclone tropical muito intenso, a classificação mais alta na escala de intensidade do MFR e a primeira na bacia desde Fantala em 2016. A agência estimou ventos sustentados máximos de 10 minutos em 220 km/h (140 mph) e uma pressão mínima de 930 mbar (hPa; 27,46 inHg);  simultaneamente, o Joint Typhoon Warning Center (JTWC) avaliou ventos sustentados de pico de 1 minuto de 250 km/h (155 mph), tornando Ambali um equivalente de categoria 4 de ponta na escala de Saffir-Simpson. O olho do ciclone havia se contraído ainda mais para um diâmetro de 9 km (5 mi) no início de 6 de dezembro, época de pico de intensidade. Com base em dados JTWC, os ventos de Ambali aumentaram em 185 km/h (115 mph) em 24 horas, marcando a intensificação de 24 horas mais rápida registada no Hemisfério Sul desde 1980 e superando o antigo recorde estabelecido pelo ciclone Ernie em 2017. Uma tendência de enfraquecimento gradual logo sucedeu ao episódio de intensificação rápida, conforme indicado por uma turvação do olho pequeno.  Poucas horas depois do pico de força de Ambali, o olho não era mais aparente nas imagens de satélite infravermelho; o ar seco envolveu-se próximo ao centro da circulação compacta do ciclone. Ainda mais prejudicado por um aumento no cisalhamento do vento, a força de Ambali diminuiu rapidamente ao longo de 6 de dezembro e no dia seguinte, seus ventos caíram abaixo dos limites dos ciclones tropicais. Apesar de outros fatores ambientais inibidores, o olho reapareceu por um período de duas horas antes de sucumbir totalmente ao ar seco e 56 km/h (35 mph) de cisalhamento do vento. O enfraquecimento rápido começou logo, e por volta do meio-dia do dia 7 de dezembro, o topo das nuvens mais frias da tempestade foi deslocado para leste do centro de circulação; O movimento de Ambali também se tornou errático à medida que os ventos nos níveis mais baixos da troposfera começaram a governar sua trilha. Em 8 de dezembro, Ambali degenerou para uma baixa remanescente e MFR emitiu seu último aviso sobre o sistema de dissipação.

### Ciclone tropical Calvinia
A origem da Calvínia pode ser rastreada até uma área de chuvas e tempestades persistentes a sudoeste de Diego Garcia observada pela primeira vez pelo JTWC em 16 de dezembro. O sistema apresentava uma circulação vagamente definida após a designação, mas modelos de computador indicaram que a ciclogênese tropical intermediária era improvável. O complexo da tempestade foi levado para o sul nos próximos dois dias, e um aumento na organização levou à emissão de um Alerta de Formação de Ciclone Tropical (TCFA) em 18 de dezembro, antes de um aumento no desenvolvimento de corte wind shear do short sistema, levando ao cancelamento do alerta, apesar do sistema de produção ventos de força de tempestade. O sistema então curvou-se lentamente para o oeste em direção a Madagascar, eventualmente movendo-se para um ambiente muito mais favorável aprimorado por uma onda Kelvin de passagem de 25 de dezembro. Dois dias depois, o MFR designou o sistema como Zona de Clima Perturbado; o distúrbio era inicialmente amplo e tinha duas áreas de rotação. No dia seguinte, o MFR atualizou o sistema para uma Depressão Tropical enquanto o JTWC emitia um segundo TCFA. Seguindo para o sul, a depressão se intensificou e se tornou uma tempestade tropical moderada em 29 de dezembro, ganhando o nome de Calvinia.
O ar seco e o cisalhamento do vento afligiram a tempestade nascente no início de seu desenvolvimento, limitando a convecção à metade sul da circulação da Calvinia. A tempestade permaneceu assimétrica, mas mostrou sinais de melhora em 29 de dezembro quando o ambiente se tornou mais favorável à intensificação, com bandas de chuva se desenvolvendo perto do centro da tempestade. Ao mesmo tempo, a Calvinia virou-se para o sudoeste e diminuiu a velocidade ao se aproximar de Maurícia. Na manhã seguinte, um pequeno olho surgiu dentro da Calvinia quase estacionária em imagens de radar das Ilhas Mascarenhas, permitindo que o MFR atualizasse Calvinia para uma tempestade tropical severa naquele dia. O olho ficou mais tarde evidente nas imagens de satélite, o que indica uma intensificação contínua. Depois que o olho desmoronou novamente, uma área de alta pressão ao sudeste de Calvinia começou a dirigir a tempestade lentamente para o sul e para longe das Ilhas Mascarenhas no dia 30 de dezembro. Pouco depois de começar a se distanciar das Maurícia, a tempestade se intensificou ainda mais em uma tempestade equivalente a um furacão de categoria 1 e outro olho começou a aparecer nas imagens de satélite em 31 de dezembro. Pouco depois, o MFR também transformou Calvinia em um ciclone tropical. Não muito tempo depois de se intensificar, a tempestade acelerou para sudoeste e enfraqueceu significativamente em 1º de janeiro. Como resultado, o MFR emitiu seu parecer final sobre o sistema quando ele se tornou extratropical.

Todas as três principais ilhas Mascarenhas foram colocadas sob alerta pré-ciclônico no dia 29 de dezembro. Os Serviços Meteorológicos de Maurício emitiram um alerta de classe III para Maurício em 29 de dezembro, indicando o início da previsão de rajadas de vento de 120 km/h (75 mph). Vários serviços importantes em Maurício foram fechados antes da abordagem da Calvinia, incluindo o Aeroporto Internacional Sir Seewoosagur Ramgoolam e o Port Louis no meio à alta temporada turística do país, suspendendo efetivamente o comércio externo com a Maurícia. A Bolsa de Valores de Maurício suspendeu as operações e a maioria das outras lojas e negócios em Port Louis também fecharam. A Air Mauritius adiou todos os seus voos indefinidamente. Abrigos de evacuação nas Maurícias alojaram 298 refugiados durante a tempestade, com um total de 168 abrigos abertos. O centro da Calvinia tinha 60 km (37 mi) de Maurícia em sua abordagem mais próxima em 31 de dezembro.  Condições de tempestade prevaleceram na ilha, causando inundações em algumas áreas.  Quedas de energia afetaram 6.000 famílias em Union Vale e Ferney.  As chuvas da Calvinia causaram inundações no sul da Reunião, bloqueando estradas em Saint Louis e L'Étang-Salé. A tempestade também causou pequenos danos na ilha, derrubando árvores e linhas de energia. A concessionária de água Sudéau relatou vários incidentes em seus sistemas de distribuição de água durante a tempestade. A precipitação total de 325 mm (12.8 in) foi registada em Dimitile, enquanto uma rajada de vento de pico de 122 km/h (76 mph) foi medido em Plaine des Cafres.

### Depressão Tropical 05
Em meados de janeiro de 2020, um vale das monções começou a produzir convecção persistente sobre o sudoeste do Oceano Índico, perto do arquipélago de Chagos. Uma circulação de vento alongada desenvolveu-se lentamente dentro dessa agregação de tempestades movendo-se em direção ao sudeste. O MFR classificou o sistema como Zona de Clima Perturbado em 19 de janeiro e avisos iniciados dois dias depois. Devido ao forte cisalhamento do vento e convergência de baixo nível, as condições eram desfavoráveis para intensificação substancial. Fortes rajadas convectivas ocorreram em resposta a uma atenuação do cisalhamento do vento,  levando o MFR a reclassificar o sistema para uma Perturbação Tropical em 22 de janeiro;  no entanto, o sistema permaneceu geralmente desorganizado, pois o centro de circulação permaneceu próximo ao limite da atividade de chuveiro associada. O JTWC classificou o distúrbio assimétrico, agora 1,315 km (817 mi) leste de Maurício, como uma tempestade tropical naquele dia. Em 23 de janeiro, o MFR atualizou o sistema para uma depressão tropical enquanto a convecção continuava a se fortalecer ainda mais em conjunto com a diminuição do cisalhamento do vento vertical; no entanto, este período de fortalecimento foi interrompido pela trajetória da tempestade em direção à corrente de jato subtropical. Juntamente com o retorno do cisalhamento do vento e do resfriamento das temperaturas da superfície do mar, a atividade da chuva associada à tempestade diminuiu rapidamente; tanto o MFR quanto o JTWC emitiram seus avisos finais sobre a tempestade em 23 de janeiro.

### Tempestade tropical moderada Diane
Já em 11 de janeiro, a orientação de previsão do conjunto de longo alcance do Centro Europeu de Previsões Meteorológicas de Médio Prazo sugeriu a possibilidade de formação de uma tempestade sobre o Canal de Moçambique. Uma área de baixa pressão eventualmente se formou sobre a África meridional em 18 de janeiro, e foi previsto pelo MFR para desenvolver dentro do canal como parte de uma série complexa de desenvolvimento de mínimos de baixa pressão ao longo de um vale de monção que se estende por Madagascar. Um centro de circulação de caráter monção começou a se desenvolver em 22 de janeiro entre a Ilha de João da Nova e a costa ocidental de Malagasy, levando o MFR a designar o sistema como Zona de Clima Perturbado 06. A perturbação incipiente seguiu para o leste através de Madagascar, mantendo um corredor de ventos fortes. Na tarde de 23 de janeiro, o centro do sistema emergiu sobre o Oceano Índico. O sistema então começou a se consolidar lentamente com a ajuda de águas quentes do oceano, com o MFR elevando-o para uma depressão tropical em 24 de janeiro. A presença de um vale ao sul e uma crista equatorial ao norte produziu um fluxo oeste na região, resultando em uma trilha incomum para o leste em direção às Ilhas Mascarenhas. Com base em análises de satélite e dados de dispersômetro, a depressão se intensificou ainda mais perto de Maurício para uma tempestade tropical moderada às 18:00 UTC em 24 de janeiro e recebeu o nome de Diane. O centro de Diane rastreou 30 km (19 mi) ao norte de Maurício cerca de três horas depois. O movimento de sudeste de Diane diminuiu os efeitos inibitórios do cisalhamento do vento, permitindo que a tempestade se intensificasse conforme indicado pela convecção melhorada no lado sul da tempestade. A convecção profunda em torno do nublado denso central permaneceu persistente e, como resultado, a MFR atualizou o status de Diane para tempestade tropical severa em 26 de janeiro. Diane continuou a sudeste ao longo do dia, e uma combinação de cisalhamento do vento e interação com uma zona baroclínica fez com que Diane começasse a perder características tropicais. Muito da convecção de Diane finalmente diminuiu, e foi relatado que Diane perdeu totalmente suas características tropicais mais tarde 26 de janeiro, levando o MFR a emitir seus pareceres tropicais finais sobre o sistema. Os remanescentes extratropicais de Diane continuaram a persistir por mais dois dias, curvando-se para o sudoeste antes que o MFR emitisse seu último boletim sobre o sistema no dia 28 de janeiro.

O distúrbio precursor de Diane piorou as condições das enchentes em Madagascar, produzindo fortes chuvas; 129 mm (5.1 in) de chuva caiu em Antsohihy em meio a chuvas generalizadas totais de 50 mm (2.0 in). Os efeitos foram mais prevalentes em sete distritos no norte de Madagascar, onde quase 107.000 pessoas foram afetadas. Milhares de hectares de terra e mais de 10.600 casas foram inundadas por enchentes;   das casas, 146 foram destruídas. Trinta e uma pessoas morreram, principalmente por afogamento, de acordo com o Bureau National de Gestion des Risques et des Catastrophes. O governo malgaxe declarou estado de emergência para Madagascar em 24 de janeiro. Um pré-alerta de ciclone amarelo foi emitido pelo MFR para a Reunião em 23 de janeiro, eventualmente substituído por um pré-alerta laranja. A Universidade da Ilha da Reunião fechou todos os seus campi antes de Diane.  As partes do sul da Reunião foram as mais afetadas pelas chuvas de Diane. Em Les Makes, 460 mm (18 in) de chuva foi registado. Várias jangadas nas travessias de rios foram inundadas, truncando as estradas. Um alerta nível 3 foi emitido para Maurício e um nível 1 alerta para Rodrigues em 24 de janeiro; esses alertas foram suspensos no dia seguinte. Em Maurício, 1.121 pessoas buscaram refúgio em 23 centros de evacuação. Aeroporto Internacional Sir Seewoosagur Ramgoolam fechado para 19 horas enquanto Diane passava para o norte. Voos para Rodrigues foram cancelados no dia 25 de Janeiro.  

### Tempestade tropical moderada Esami
Começando em 16 de janeiro, o MFR começou a notar o potencial de uma perturbação se formando a leste de Madagascar durante o mesmo período ativo que acabaria gerando a Depressão Tropical 05 e a Tempestade Tropical Moderada Diane. Uma zona de convergência persistiu na região e esperava-se que evoluísse para um vale de monções, a  partir do qual os ciclones tropicais poderiam se desenvolver. Em 22 de janeiro, uma área de baixa pressão com múltiplos centros de circulação se desenvolveu perto das Ilhas Mascarenhas entre o enfraquecimento da Depressão Tropical 05 e a então Perturbação Tropical 06 (que mais tarde se tornaria a Tempestade Tropical Moderada Diane). O MFR não previu a ciclogênese tropical na época devido à presença de condições atmosféricas desfavoráveis.  No entanto, uma circulação mais bem definida rapidamente se estabeleceu com uma faixa de chuva curva associada aparecendo no sistema, levando o MFR a designar o sistema como Tropical Disturbance 07 entre Maurício e Rodrigues em 23 de janeiro. Devido ao fluxo de oeste na troposfera média, o distúrbio recém-classificado tomou um curso leste-sudeste. Embora a convecção da tempestade fosse variável, o cisalhamento do vento limitou a convecção aos quadrantes norte da circulação. O distúrbio foi atualizado para uma Depressão Tropical com base nos dados do dispersômetro mais tarde naquele dia.

Ele continuou a se intensificar, desenvolvendo uma área compacta e de rápida evolução de nublado central, recebendo o nome de Esami quando se intensificou para uma tempestade tropical moderada em 25 de Janeiro. O ar seco e o cisalhamento do vento gerado pela próxima tempestade tropical moderada Diane a oeste da tempestade resultou em Esami mantendo uma aparência assimétrica com os ventos mais fortes e a convecção limitada à parte oriental da circulação do vento. Este ar seco foi posteriormente arrastado para o centro de Esami, expondo o centro de circulação e deslocando a convecção dele. De acordo com o MFR, os ventos sustentados máximos de 10 minutos de Esami chegaram a 75 km/h (45 mph) no início de 25 de janeiro. A passagem de um vale para o sul de Esami atraiu a tempestade cada vez mais para os pólos, fazendo com que sua trilha fizesse uma curva em direção ao sul-sudeste. Em 26 de janeiro, Esami começou a interagir com uma zona baroclínica associada à corrente de jato subtropical, fazendo com que Esami perdesse suas características tropicais. Às 12:00 Na UTC daquele dia, o MFR reclassificou Esami como depressão pós-tropical.

### Tempestade tropical moderada Francisco
Perto do final de janeiro e início de fevereiro, um vale de monção ativo convectivamente persistiu em grande parte do sudoeste do Oceano Índico, geralmente a nordeste de Madagascar. Regiões de rotação começaram a se desenvolver dentro do complexo de chuveiros em 1 de fevereiro, e devido às condições atmosféricas favoráveis, o MFR destacou a possibilidade de ciclogênese tropical em três locais. Mais tarde naquele dia, o JTWC começou a monitorar uma área de convecção mais coerente associada a uma rotação vagamente definida de aproximadamente 900 km (560 mi) sudeste de Seychelles. A lenta consolidação ocorreu à medida que o complexo de chuvas e tempestades serpenteava para o sul perto do Arquipélago de Chagos. O MFR classificou o sistema como Zona de Clima Perturbado em 3 de fevereiro, e avisos foram iniciados no dia seguinte após a detecção de uma circulação alongada ao lado do aumento da convecção e curvatura do vento. A tempestade seguiu inicialmente para sudoeste antes de se curvar para sudeste ao longo da periferia de uma crista subtropical próxima. Com a melhoria da organização, o distúrbio foi atualizado para uma Depressão Tropical em 4 de fevereiro durante um breve período de tempo favorável à intensificação.
Em 5 de fevereiro, o MFR atualizou o sistema para uma tempestade tropical moderada à medida que uma forte faixa de chuva curva se desenvolveu; seguindo a rotina, os Serviços Meteorológicos de Maurício batizaram a tempestade de Francisco. Embora o padrão de nuvem de Francisco tenha evoluído para um nublado central denso, o 75 km/h (45 mph) o vento sustentado de 10 minutos avaliado em sua atualização para uma tempestade tropical foi, em última análise, a intensidade de pico da primeira iteração de Francisco. O cisalhamento do vento noroeste vertical acompanhado de ar seco nos níveis médios da troposfera logo começou a afligir a tempestade tropical, tornando sua circulação de vento cada vez mais mal definida. O cisalhamento do vento fez com que a maior parte da convecção profunda de Francisco se deslocasse para sudeste, afastando-se do centro de circulação. Embora ventos fortes ainda estivessem presentes, Francisco foi rebaixado para Zona de Tempo Perturbado em 6 de fevereiro porque o centro de circulação tornou-se cada vez mais difícil de identificar. Condições atmosféricas desfavoráveis permaneceram em vigor durante a maior parte do dia, mas uma atenuação do cisalhamento do vento permitiu alguma manutenção da convecção da tempestade. O MFR emitiu um boletim final sobre Francisco em 7 de fevereiro após o desaparecimento da maior parte da convecção da tempestade. No entanto, a circulação do vento do sistema permaneceu bem definida à medida que os remanescentes curvavam-se para oeste.

Na semana seguinte, os restos de Francisco continuaram de oeste a oeste-noroeste, e o ar seco foi inicialmente previsto para evitar o ressurgimento de qualquer convecção profunda. No entanto, as melhores condições atmosféricas permitiram uma explosão de convecção no topo de uma circulação bem definida em 13 de fevereiro, pois era a leste de Madagascar, o que levou o MFR a reiniciar os alertas sobre o sistema como Depressão Tropical Francisco. A tempestade regenerada seguiu lentamente para o sul-sudoeste e rapidamente adquiriu bandas de chuva compactas, tornando-se uma tempestade tropical moderada no dia seguinte. Uma característica semelhante a um olho foi observada em imagens de satélite de microondas na época em que Francisco atingiu seu pico de força com ventos sustentados de 85 km/h (50 mph) em 15 de fevereiro. Mais tarde naquele dia, Francisco atingiu a costa leste de Madagascar perto de Mahanoro e rapidamente enfraqueceu por causa da terra; dados de satélite e observações de superfície sugeriram que qualquer circulação de baixo nível diminuiu em 16 de fevereiro. Avisos sobre chuvas fortes foram emitidos para vários distritos malgaxes à medida que a segunda iteração de Francisco se aproximava do leste; avisos de vigilância vermelha foram emitidos para quatro distritos malgaxes. A Plataforma de Intervenção Regional do Oceano Índico na Reunião provisionou suprimentos de socorro para embarque para Antananarivo com disponibilidade para 650 famílias. Chuvas intensas e persistentes inundaram áreas de Toamasina, submergindo estradas. Bairros inteiros foram inundados em Mahanoro e outros distritos próximos. Uma criança foi morta em Vatomandry após o desabamento de uma casa.

### Ciclone tropical intenso Gabekile
Devido à convergência antecipada de parâmetros ambientais favoráveis para o desenvolvimento, as discussões sobre o clima tropical do MFR começaram a destacar a possibilidade de uma tempestade se desenvolver gradualmente na parte oriental da bacia do Sudoeste do Oceano Índico em 9 de fevereiro. Uma ampla circulação na baixa troposfera e embutida em um vale das monções começou a tomar forma nesta região em 12 de Fevereiro. O MFR designou o sistema emergente como Zona de Clima Perturbado às 18:00 UTC em 13 de Fevereiro e começou a emitir avisos um dia depois. A presença de uma crista subtropical a leste de Gabekile levou a tempestade a tomar um caminho predominantemente para o sul.  Embora seus chuveiros associados fossem inicialmente desorganizados, uma explosão de convecção no início de 15 de fevereiro permitiu que o distúrbio se desenvolvesse rapidamente. O sistema foi denominado Gabekile pelos Serviços Meteorológicos de Maurício ao se tornar uma tempestade tropical moderada às 06:00 UTC em 15 de fevereiro. Gabekile foi atualizado para uma tempestade tropical severa seis horas depois, pois sua convecção evoluiu para uma nublada densa central com um olho nascente. Ajudado por condições ambientais favoráveis, Gabekile se intensificou em um ciclone tropical por 16 de fevereiro, apresentando um pequeno olho rodeado por uma região central de topos de nuvens frias. Seus ventos máximos sustentados foram estimados em 130 km/h (80 mph) com rajadas de 185 km/h (115 mph).

Depois de intensificar de uma depressão tropical para um ciclone tropical em 24 horas, Gabekile manteve a intensidade do ciclone tropical por menos de 12 horas. O topo das nuvens aqueceu seguindo sua intensidade de pico e a parede do olho ocidental degradou, levando a uma diminuição na força analisada do ciclone. Por volta das 12:00 UTC em 16 de fevereiro, Gabekile enfraqueceu para uma tempestade tropical severa coincidente com a dispersão do olho em imagens de satélite infravermelho e visível. A estrutura convectiva da tempestade que se enfraqueceu flutuou consideravelmente ao longo do dia em resposta a um aumento do cisalhamento do vento noroeste, acentuado pela intrusão de ar seco na circulação da tempestade. Ao mesmo tempo, a localização de Gabekile em uma coluna barométrica - uma região com correntes de direção fracas - fez com que a jornada inicial da tempestade para o sul se tornasse quase estacionária. Os ventos de Gabekile diminuíram para força de tempestade tropical moderada em 17 de fevereiro, quando a presença contínua de ar seco dissipou a maior parte da atividade associada de chuvas e tempestades. MFR rebaixou Gabekile para uma área remanescente de baixa pressão em 18 de fevereiro. Uma vez que o centro de circulação ficou sem convecção prolongada. Os remanescentes de Gabekile derivaram para o sul e adquiriram características pós-tropicais ao interagir com uma depressão de nível superior em 19 de Fevereiro.

### Ciclone tropical intenso Herold
No início de março, um sistema difuso de baixa pressão persistiu por vários dias perto da Ilha Tromelin, permanecendo quase estacionário com uma deriva ocasional para o norte ou oeste. Embora as condições fossem inicialmente favoráveis, o desenvolvimento posterior do sistema foi retardado por seu grande tamanho. Um influxo de ar seco e forte vento cisalhante silenciaram a atividade convectiva em torno da área de baixa pressão, eventualmente levando à sua dissipação em 4 de março.  No entanto, a convecção ressurgiu inesperadamente no dia seguinte ao norte das Ilhas Mascarenhas. Condições tanto conducentes como não conducentes ao desenvolvimento de ciclones tropicais estiveram presentes perto do sistema embrionário durante a semana seguinte. A atividade convectiva aumentou e diminuiu diurnamente sem muita persistência. Uma tendência de desenvolvimento mais clara começou em 12 de março quando as tempestades começaram a se aglutinar e persistir em torno de uma circulação de vento recém-formada perto da Ilha de Tromelin; isto foi designado como Zona de Clima Perturbado 10 pelo MFR. À medida que a convecção se concentrou ainda mais, o sistema se fortaleceu em uma depressão tropical e posteriormente em uma tempestade tropical moderada em 13 de março, recebendo o nome de Herold.
Após a sua nomeação, Herold permaneceu estacionário próximo à costa nordeste de Madagascar devido à sua posição dentro de um col. Herold se intensificou gradualmente nesta configuração, desenvolvendo um grande núcleo de ventos fortes em um ambiente favorável e posteriormente atingindo a força da Tempestade Tropical Severa em 14 de Março. O conteúdo de calor do oceano abaixo de Herold diminuiu enquanto a tempestade permanecia estacionária, resultando em uma degradação da força convectiva geral da tempestade, apesar da formação de um olho irregular. O enfraquecimento de uma cordilheira subtropical sobre Madagascar deu um movimento leste-sudeste em Herold, fazendo com que a tempestade passasse por águas mais quentes e inexploradas e se intensificasse. Acelerando na direção do pólo, Herold atingiu a força do ciclone tropical em 15 de março e brevemente atingiu o status de ciclone tropical intenso em 17 de março, com pico de ventos sustentados de 175 km/h (110 mph).  O início do cisalhamento crescente do vento e do ar seco iniciou um período sustentado de enfraquecimento rápido após este pico. Entre 17-18 de março, o enfraquecimento do centro da tempestade rastreado 220 km (140 mi) leste de Maurícia e 175 km (109 mi) sudoeste de Rodrigues. Em 18 de março, os ventos de Herold caíram abaixo da força do ciclone tropical quando o vento cortou a circulação central da tempestade e a convecção separada. O MFR emitiu seu último comunicado sobre Herold às 12:00 UTC naquele dia. Os restos da tempestade continuaram para sudeste, mantendo uma região de ventos fortes e um pulso ocasional de tempestades.
Météo Madagascar emitiu um alerta verde para o distrito de Antalaha e Analanjirofo em 13 de março após a formação de Herold; um alerta amarelo foi gerado mais tarde para Analanjirofo no dia seguinte. A tempestade produziu fortes chuvas no nordeste de Madagascar, afetando mais de 3.000 pessoas. Sambava registou 95 mm (3.7 in) de chuva em 13 de março; inundações deslocaram cem pessoas. Os rios próximos a Maroantsetra transbordaram e inundaram as aldeias vizinhas e interromperam o tráfego, incluindo Andranofotsy em particular. Casas foram varridas em Maroantsetra. As inundações ao longo do rio Ankavanana afetaram mais de mil pessoas. No geral, a inundação afetou 104 escolas. Quatro pessoas foram mortas na região de Sava. Um alerta de ciclone classe 1 foi emitido para Maurício em 15 de março, que foi atualizado para um aviso de classe 2 dois dias depois. Um aviso de classe 3 foi escalado para um aviso de classe 4 para Rodrigues no dia 18 de março. As escolas foram fechadas no dia 17 de março em Maurícia e Rodrigues enquanto Herold passava entre as ilhas. Oitenta pessoas na Rodrigues buscaram refúgio em oito centros de acomodação. Os efeitos do ciclone limitaram-se, em última análise, a árvores derrubadas e cortes de energia em algumas áreas de Rodrigues. Uma rajada de pico de 130 km/h (81 mph) foi registado no Aeroporto Sir Gaëtan Duval. A distância de Herold da ilha manteve as chuvas baixas, com um máximo de 29 mm (1.1 in) em Patate Théophile.

### Ciclone tropical intenso Irondro
Em 29 de março, o fluxo das monções levou à formação de uma ampla área de baixa pressão na região central da bacia do Sudoeste do Oceano Índico. Chuvas e tempestades começaram a se desenvolver e se consolidar em conexão com este sistema ao sul-sudoeste de Diego Garcia. Foi classificado pelo MFR como Zona de Clima Perturbado no dia 31 de março e se moveu lentamente durante seus primeiros dois dias como um sistema tropical oficialmente designado. Rainbands tomaram forma em torno do centro de circulação recém-formado. O cisalhamento do vento oriental atingiu o sistema durante seus estágios iniciais, mas um ambiente de ar superior favorável forneceu condições adequadas para convecção persistente. Em 2 de abril, as condições mais favoráveis para a intensificação na esteira de uma onda Kelvin equatorial que passou permitiu que a tempestade se tornasse uma tempestade tropical moderada; os Serviços Meteorológicos de Maurício o chamaram de Irondro. Ao mesmo tempo, a tempestade começou a seguir em direção ao sudeste em resposta a uma crista subtropical a leste. Os ventos de Irondro aumentaram ao longo do dia, principalmente após uma grande explosão de tempestades em torno do centro da tempestade, atingindo a força da tempestade tropical severa às 06:00 UTC em 3 de abril.
Irondro foi atualizado para o status de ciclone tropical às 18:00 UTC em 3 de abril depois de desenvolver uma nublada densa central intensa com alguns sinais de um olho. O desenvolvimento de um olho de alfinete e faixas de chuva compactas no final de 3 de abril indicou que a intensificação rápida estava em andamento. No início de 6 de abril, Irondro atingiu o pico brevemente como um ciclone tropical intenso com ventos sustentados de 175 km/h (110 mph). A tempestade então atravessou uma região de crescente cisalhamento do vento, ar mais seco e diminuição do conteúdo de calor oceânico, precipitando o enfraquecimento da tempestade. A organização das nuvens do Irondro deteriorou-se ao longo de 4 de abril, pois foi prejudicado pelo forte cisalhamento do vento. No dia seguinte, o sistema enfraqueceu para uma tempestade tropical severa quando a convecção associada se afastou do centro de circulação de baixo nível. Sua faixa de ventos com força de tempestade também começou a diminuir junto com a atividade passageira da tempestade. Em 6 de abril, o Irondro degenerou em uma depressão pós-tropical e mudou-se para a região do ciclone australiano.

### Tempestade tropical moderada Jeruto
No final de 13 de abril, uma baixa tropical em desenvolvimento cruzou o 90º meridiano a leste da região do ciclone australiano. O ambiente era geralmente favorável para a ciclogênese tropical, com altas temperaturas da superfície do mar, baixo cisalhamento vertical do vento e bom escoamento em direção aos pólos. Imagens de satélite de micro-ondas indicaram que bandas convectivas formativas começaram a envolver o centro de circulação, e o JTWC avaliou a probabilidade do sistema se fortalecer em um ciclone tropical como meio. No entanto, o MFR relatou que havia uma falta de convergência substancial do norte na troposfera inferior, que eles notaram que poderia retardar ou impedir o desenvolvimento de uma circulação de baixo nível forte antes que as condições ambientais se tornassem menos favoráveis para o fortalecimento.

O sistema foi classificado como Depressão Tropical 12 pelo MFR às 06:00 UTC de 14 de abril, e o JTWC emitiu um alerta de formação de ciclone tropical algumas horas depois. A convecção aumentou em organização ao longo da noite, e o sistema foi classificado como Tempestade Tropical 26S pelo JTWC às 18:00 UTC. Notou-se que os dados do dispersômetro de satélite indicavam que a técnica de Dvorak estava subestimando as velocidades do vento do ciclone naquele momento. Em 15 de abril, a depressão teria se intensificado para uma tempestade tropical moderada, pois a convecção envolveu com sucesso a circulação de baixo nível, e foi chamada de Jeruto. Compensado por forte cisalhamento do vento, Jeruto começou a enfraquecer rapidamente logo após ser designado como uma tempestade tropical moderada, e foi rebaixado para uma depressão tropical apenas 12 horas depois de ser nomeado como convecção rapidamente se deslocou ao sul do centro. Apenas 6 horas após este downgrade, o JTWC emitiu seu aviso final, pois se tornou altamente desorganizado. Jeruto foi estimado pelo MFR como tendo enfraquecido abaixo da intensidade da depressão tropical no início de 16 de abril, e o último aviso do MFR sobre Jeruto foi emitido em 16 de abril, pois se dissipou rapidamente.

## Nomes de tempestade
No sudoeste do oceano Índico, depressões tropicais e subtropicais que são avaliadas como tendo velocidades de vento sustentadas de 10 minutos de 65 km/h (40 mph) pelo Centro Meteorológico Especializado Regional na Ilha da Reunião, França (RSMC La Réunion) geralmente recebem um nome. No entanto, são os Centros Consultivos Sub-regionais de Ciclones Tropicais nas Maurícias e Madagáscar que nomeiam os sistemas. O Centro Sub-Regional de Aconselhamento de Ciclones Tropicais nas Maurícias indica uma tempestade caso se intensifique para uma tempestade tropical moderada entre 55 ° E e 90 ° E. Se, em vez disso, um ciclone se intensifica para uma tempestade tropical moderada entre 30 ° E e 55 ° E, o Centro Sub-Regional de Aconselhamento de Ciclones Tropicais em Madagascar atribui o nome apropriado à tempestade.
A partir da temporada 2016–2017, as listas de nomes no sudoeste do Oceano Índico serão alternadas a cada três anos. Os nomes de tempestade são usados apenas uma vez, então qualquer nome de tempestade usado este ano será removido da rotação e substituído por um novo nome para a temporada de 2022–2023. Espera-se que os nomes não utilizados sejam reutilizados na lista para a temporada de 2022–2023. Todos os nomes são iguais, exceto Ambali, Belna, Calvinia, Diane, Esami e Francisco, que substituíram Abela, Bransby, Carlos, Dineo, Enawo e Fernando na temporada 2016-2017.
| - Ambali - Belna - Calvinia - Diane - Esami - Francisco - Gabekile - Herold - Irondro | - Jeruto - Kundai (sem usar) - Lisebo (sem usar) - Michel (sem usar) - Nousra (sem usar) - Olivier (sem usar) - Pokera (sem usar) - Quincy (sem usar) - Rebaone (sem usar) | - Salama (sem usar) - Tristan (sem usar) - Ursula (sem usar) - Violet (sem usar) - Wilson (sem usar) - Xila (sem usar) - Yekela (sem usar) - Zania (sem usar) |

## Efeitos sazonais
Esta tabela lista todos os ciclones tropicais e subtropicais que foram monitorados durante a temporada de ciclones do Sudoeste do Oceano Índico de 2019-2020. Informações sobre sua intensidade, duração, nome, áreas afetadas, vêm principalmente de RSMC La Réunion. Os relatórios de morte e danos vêm de relatórios da imprensa ou da agência nacional de gestão de desastres relevante, enquanto os totais de danos são fornecidos em USD de 2019.
| Nome      | Datas ativo             | Classificação máxima           | Velocidade de vento sustentados | Pressão               | Áreas afetadas                           | Danos (USD)   | Fatalidades | Refs |
| --------- | ----------------------- | ------------------------------ | ------------------------------- | --------------------- | ---------------------------------------- | ------------- | ----------- | ---- |
| 01        | 22 – 25 Julho           | Zona de distúrbio              | 45 km/h (30 mph)                | 1,001 hPa (29.6 inHg) | Nenhum                                   | Nenhum        | Nenhum      |      |
| Belna     | 2 – 11 de dezembro      | Tropical cyclone               | 155 km/h (100 mph)              | 965 hPa (28.5 inHg)   | Seychelles, Mayotte, Comoros, Madagáscar | > $25 milhões | 9           |      |
| Ambali    | 3 – 7 de dezembro       | Ciclone tropical muito intenso | 220 km/h (140 mph)              | 930 hPa (27 inHg)     | Nenhum                                   | Nenhum        | Nenhum      |      |
| Calvinia  | 27 Dezembro – 1 Janeiro | Tropical cyclone               | 120 km/h (75 mph)               | 970 hPa (29 inHg)     | Mauritius, Rodrigues                     | Desconhecido  | Nenhum      |      |
| 05        | 19 – 23 Janeiro         | Tropical depression            | 55 km/h (35 mph)                | 999 hPa (29.5 inHg)   | Nenhum                                   | Nenhum        | Nenhum      |      |
| Diane     | 22 – 26 Janeiro         | Moderate tropical storm        | 75 km/h (45 mph)                | 990 hPa (29 inHg)     | Madagascar, Reunião, Maurícia            | Desconhecido  | 31          |      |
| Esami     | 23 – 26 Janeiro         | Moderate tropical storm        | 85 km/h (50 mph)                | 990 hPa (29 inHg)     | Rodrigues                                | Nenhum        | Nenhum      |      |
| Francisco | 3 – 15 February         | Moderate tropical storm        | 85 km/h (50 mph)                | 994 hPa (29.4 inHg)   | Madagascar                               | Nenhum        | 1           |      |
| Gabekile  | 13 – 17 Fevereiro       | Intense tropical cyclone       | 165 km/h (105 mph)              | 950 hPa (28 inHg)     | Nenhum                                   | Nenhum        | Nenhum      |      |
| Herold    | 12 – 20 Março           | Intense tropical cyclone       | 165 km/h (105 mph)              | 955 hPa (28.2 inHg)   | Madagascar, Ilha Tromelin                | Unknown       | 4           |      |
| Irondro   | 1 – 6 Abril             | Intense tropical cyclone       | 175 km/h (110 mph)              | 950 hPa (28 inHg)     | Nenhum                                   | Nenhum        | Nenhum      |      |
| Jeruto    | 13 – 16 Abril           | Moderate tropical storm        | 75 km/h (45 mph)                | 999 hPa (29.5 inHg)   | Nenhum                                   | Nenhum        | Nenhum      |      |